# Parodon moreirai
Parodon moreirai és una espècie de peix de la família dels parodòntids i de l'ordre dels caraciformes.

## Morfologia
- Els mascles poden assolir 11,8 cm de longitud total.[4]

## Hàbitat
És un peix d'aigua dolça i de clima tropical.

## Distribució geogràfica
Es troba a Sud-amèrica: Brasil.